# Jerry Bruckheimer
Jerome Leon Bruckheimer (Detroit, Míchigan; 21 de septiembre de 1943) es un productor de cine y de series de televisión estadounidense, de origen judío-alemán.

## Biografía
Bruckheimer se caracteriza por producir películas en las que sus protagonistas pasan a través de un proceso de aprendizaje.
Se inició trabajando con cortometrajes, y luego de sus múltiples éxitos en el cine, actualmente también se dedica al campo de la producción de series de televisión.
Vanity Fair publicó la lista de las Top 40 celebridades de Hollywood con más ingresos a lo largo de 2010, en la que Bruckheimer ocupó la posición número 14, habiendo ganado un estimado de 27.5 millones de dólares por sus películas hasta ese año.

## Películas
En proceso:
- Beverly Hills Cop: Axel F (2024) (en asociación con Paramount Pictures)

Proyectos realizados:
- Young Woman and the Sea (2024) (en asociación con Walt Disney Pictures)[2]
- Gemini Man (2019) (en asociación con Paramount Pictures)
- 12 Strong (2018) (en asociación con Warner Bros. Pictures)
- Piratas del Caribe: La venganza de Salazar (2017) (en asociación con Walt Disney Pictures)
- Líbranos del mal (2014) (en asociación con Screen Gems)
- El llanero solitario (2013) (en asociación con Walt Disney Pictures)
- Pirates of the Caribbean: On Stranger Tides (2011) (en asociación con Walt Disney Pictures)
- El aprendiz de brujo (2010) (en asociación con Walt Disney Pictures)
- Prince of Persia: The Sands of Time (2010) (en asociación con Walt Disney Pictures)
- G-Force (2009) (en asociación con Walt Disney Pictures) (Primera película en Disney Digital 3D del productor)
- Confessions of a Shopaholic (2009) (en asociación con Touchstone Pictures)
- National Treasure: Book of Secrets (2007) (en asociación con Walt Disney Pictures)
- Piratas del Caribe: en el fin del mundo (2007) (en asociación con Walt Disney Pictures)
- Pirates of the Caribbean: Dead Man's Chest (2006) (en asociación con Walt Disney Pictures)
- Déjà Vu (2006) (en asociación con Touchstone Pictures)
- Camino a la gloria (2006) (en asociación con Walt Disney Pictures)
- National Treasure (2004) (en asociación con Walt Disney Pictures)
- El rey Arturo (2004) (en asociación con Touchstone Pictures)
- Intolerable Cruelty (2003) (en asociación con DreamWorks Pictures)
- Dos policías rebeldes 2 (2003) (en asociación con Columbia Pictures)
- Pirates of the Caribbean: The Curse of the Black Pearl (2003) (en asociación con Walt Disney Pictures)
- Veronica Guerin (2003) (en asociación con Touchstone Pictures)
- Canguro Jack (2003) (en asociación con Warner Bros.)
- Bad Company (2002) (en asociación con Touchstone Pictures)
- Black Hawk Down (2001) (en asociación con Columbia Pictures and Revolution Studios)
- Pearl Harbor (2001) (en asociación con Touchstone Pictures)
- Remember the Titans (2000) (en asociación con Walt Disney Pictures)
- Coyote Ugly (2000) (en asociación con Touchstone Pictures)
- 60 segundos (2000) (en asociación con Touchstone Pictures)
- Enemy of the State (1998) (en asociación con Touchstone Pictures)
- Armageddon (1998) (en asociación con Touchstone Pictures)
- Con Air (1997) (en asociación con Touchstone Pictures)
- La Roca (1996) (en asociación con Hollywood Pictures)
- Mentes peligrosas (1995) (en asociación con Hollywood Pictures)
- Marea roja (1995) (en asociación con Hollywood Pictures)
- Dos policías rebeldes (1995) (en asociación con Columbia Pictures)
- The Ref (1994) (en asociación con Touchstone Pictures)
- Days of Thunder (1990) (en asociación con Paramount Pictures)
- Beverly Hills Cop II (1987) (en asociación con Paramount Pictures)
- Top Gun (1986) (en asociación con Paramount Pictures)
- Beverly Hills Cop (1984) (en asociación con Paramount Pictures)
- Thief of Hearts (1984)
- Flashdance (1983) (en asociación con Paramount Pictures)
- Young Doctors in Love (1982)
- Cat People (1982)
- Thief (1981)
- Defiance (1980)
- American Gigolo (1980) (en asociación con Paramount Pictures)
- Marchar o morir (1977)
- Farewell, My Lovely (1975)
- Rafferty and the Gold Dust Twins (1975) (Productor Asociado)
- The Culpepper Cattle Company (1972) (Productor Asociado)

## Algunas producciones televisivas
- The Amazing Race (La carrera fantástica) (2001)
- CSI: Crime Scene Investigation (2000)
- CSI: Miami (2002)
- Without a Trace (Sin rastro) (2002)
- Cold Case (Caso abierto en España y Caso cerrado en Latinoamérica) (2003)
- CSI: New York (2004)
- Just Legal (2005)
- El Anillo E (2005)
- Justice (2006)
- Dark Blue (2009)
- Close to Home (Fiscal Chase en España)
- Eleventh Hour (La Hora 11)
- The Forgotten (Sin identificar)
- Hostages (2013)
- CSI: Cyber (2014)
- Lucifer (2015)

## Producciones futuras o actuales
- Rifts (derechos sobre el juego de rol reservados. Guionista asignado al proyecto: Rawson Marshall Thurber).[3]